# Тайная вечеря (картина Тинторетто)
«Тайная вечеря» (итал. Ultima Cena) — картина Тинторетто, написанная около 1592 года. Эта работа — последнее обращение художника к одной из любимых своих тем. «Тайная вечеря» была написана Тинторетто специально для венецианской церкви Сан-Джорджо Маджоре, где картина и пребывает по сей день. Картина поражает смелостью композиции, в которой искусно переплетены земные и божественные детали. Тинторетто, как и другие венецианские живописцы, многократно обращался к этому сюжету, поскольку картины на эту тему обычно писали специально для помещений трапезных церквей и монастырей. Различные варианты композиции «Тайной вечери» с небольшими различиями в деталях работы Тинторетто украшают многие храмы Венеции, один из вариантов находится во Франции, в церкви Сен-Франсуа-Ксавье в Париже.

## Сюжет
Художник запечатлел в картине момент, когда Христос преломляет хлеб и произносит слова: «Сие есть тело Мое». Сцена проникнута глубокой одухотворенностью и мистическим волнением, охватившим всех сидящих за пасхальной трапезой. Действие разворачивается в бедной таверне, пространство которой, тонущее в полумраке, кажется безграничным; это впечатление создается, главным образом, благодаря длинному столу, изображенному под углом к плоскости картины. Для усиления царящей за столом таинственной и напряженно-взволнованной атмосферы происходящего чуда художник прибегает к контрасту — на переднем плане справа он изображает несколько предметов и фигур, совершенно не связанных с сюжетом: на полу стоят кувшины и корзина с провизией, в которую заглядывает кошка; хозяин таверны разговаривает о чём-то со служанкой, ещё одна женщина снимает со стола чашу с фруктами.

## О картине
Картина «Тайная вечеря» была создана между 1592 и 1594 годами. На первый взгляд кажется, что ощущение чуда затмевается видом пиршества; жанровые детали переданы весьма подробно. Комнату наполняет сверхъестественный свет, головы Христа и апостолов окружают сияющие ореолы. Это полотно можно назвать итоговым произведением в творчестве Тинторетто. Она написана с небывалым чувством и таким мастерством, какое доступно лишь зрелому художнику. Особое впечатление на зрителя производит диагональ стола — она зримо отделяет мир божественный от мира человеческого.

## Мифологические детали
- Иуду Искариота — будущего предателя — мастер написал сидящим на краю стола, тем самым отделив его от других учеников Христа. Этим композиционным приёмом пользовались многие художники[3].
- Справа помещены фигуры людей, прислуживающих Христу и Его ученикам. О месте Тайной Вечери в Библии говорится достаточно неопределённо. У Тинторетто она происходит скорее на постоялом дворе, чем в обычном городском доме[3].
- На переднем плане изображены собака, грызущая кость, и кошка, пытающаяся забраться в корзину. Такие бытовые детали характеры для манеры Тинторетто[3].
- Мерцающий нимб вокруг головы Христа и призрачные фигуры ангелов свидетельствуют о неподражаемом умении Тинторетто работать со светом[3].